# 마스토돈 (밴드)
마스토돈(영어: Mastodon)은 조지아주 애틀랜타 출신의 미국의 헤비 메탈 밴드이다. 2000년에 결성된 이 밴드의 트로이 샌더스 (베이스/보컬), 브렌트 힌즈 (리드 기타/보컬), 빌 켈리허 (리듬 기타/백 보컬) 및 브랜 다일러 (드럼/보컬) 라인업은 2001년 이후 변함이 없다.

## 음반 목록
스튜디오 음반
- Remission (2002)
- Leviathan (2004)
- Blood Mountain (2006)
- Crack the Skye (2009)
- The Hunter (2011)
- Once More 'Round the Sun (2014)
- Emperor of Sand (2017)
- Hushed and Grim (2021)